# 215 (szám)
A 215 (római számmal: CCXV) egy természetes szám, félprím, az 5 és a 43 szorzata.

## A szám a matematikában
A tízes számrendszerbeli 215-ös a kettes számrendszerben 11010111, a nyolcas számrendszerben 329, a tizenhatos számrendszerben D7 alakban írható fel.
A 215 páratlan szám, összetett szám, azon belül félprím, kanonikus alakban az 51 · 431 szorzattal, normálalakban a 2,15 · 102 szorzattal írható fel. Négy osztója van a természetes számok halmazán, ezek növekvő sorrendben: 1, 5, 43 és 215.
Huszonháromszögszám.
A 215 négyzete 46 225, köbe 9 938 375, négyzetgyöke 14,66288, köbgyöke 5,99073, reciproka 0,0046512. A 215 egység sugarú kör kerülete 1350,88484 egység, területe 145 220,12041 területegység; a 215 egység sugarú gömb térfogata 41 629 767,9 térfogategység.
A 215 helyen az Euler-függvény helyettesítési értéke 168, a Möbius-függvényé 1, a Mertens-függvényé 1.